# Arrecife de Vanderbilt
El arrecife de Vanderbilt es un afloramiento rocoso en el canal de Lynn, un fiordo en Alaska (Estados Unidos). El bajío de roca emerge levemente por encima de la superficie del agua y está situado a 48 km de Juneau (Alaska). Desde 1880 lleva el nombre del capitán John M. Vanderbilt, quien lo descubrió.
El 25 de octubre de 1918 el barco de pasajeros de la Canadian Pacific SS Princess Sophia encalló en este punto temprano de madrugada y con poca visibilidad. El barco permaneció atrapado en el arrecife durante 40 horas, al final de las cuales se produjo una gran tormenta. El barco se partió en pedazos por la noche y todos los 364 pasajeros y tripulantes que estaban a bordo perecieron en el peor naufragio en la historia del Noroeste del Pacífico.